# Luuk de Jong
Luuk de Jong (Aigle, Suïssa, 27 d'agost de 1990) és un futbolista neerlandès. És germà del també futbolista Siem de Jong.

## Trajectòria
Va començar a l'equip aficionat DZC'68 conjuntament amb el seu germà Siem. Tots dos van començar la seva carrera professional al de Graafschap. Siem va ser fitxat per l'Ajax quan jugava al de Graafschap juvenil.
El 6 d'abril de 2009 va ser fitxat pel FC Twente amb un contracte de tres anys amb opció a una altra temporada més. Va jugar els seus primers minuts en un partit de copa davant el SC Joure.
El 18 de juliol de 2012 va ser fitxat pel Borussia Mönchengladbach d'Alemanya per una quantitat propera als 15 milions d'euros i tindria contracte amb l'equip alemany fins al 2017.
El 12 de juliol de 2014 va ser fitxat pel PSV Eindhoven dels Països Baixos per 5 milions i mig d'euros.

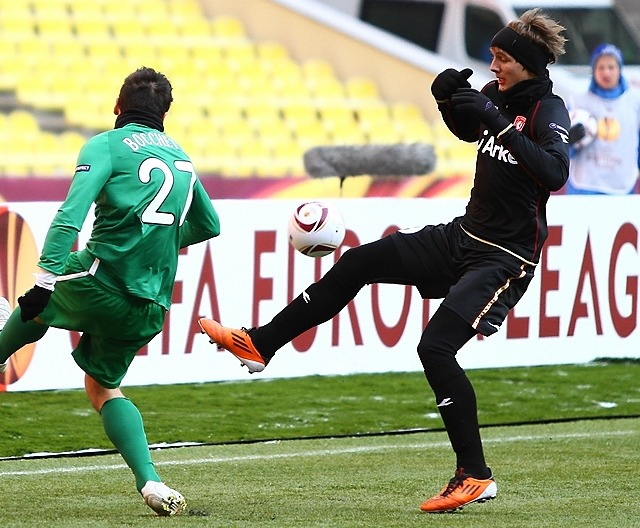
Luuk de Jong en un partit de l'Europa League el 2011 contra el Rubin Kazan.

### Sevilla
L'1 de juliol de 2019 va ser fitxat pel Sevilla FC fins al 2023. Va marcar el seu primer gol amb l'equip sevillà contra el Llevant UE en un partit que acabà en victòria per 1 a 0. També va marcar davant el Reial Betis Balompié el gol que li va donar la victòria en el derbi. El 16 d'agost de 2020 va marcar el gol del triomf davant el Manchester United FC que va classificar el conjunt sevillà per a la seva sisena final de la Lliga Europa de la UEFA. Cinc dies després va tornar a veure porteria en la final davant l'Inter de Milà marcant dos dels tres gols que li van donar el títol al seu equip. El 28 d'octubre de 2020 va marcar l'únic gol del partit en una victòria per 1–0 contra el Stade Rennais FC a la Lliga de Campions de la UEFA 2020–21.

#### FC Barcelona (cedit)
El 31 d'agost de 2021, de Jong fou cedit al FC Barcelona per un any, fins al 30 de juny de 2022. El 23 de setembre va debutar amb el Barça en un empat sense gols contra el Cadis CF, com a titular i jugant 67 minuts abans de ser substituït per Philippe Coutinho. Tres dies després va marcar el seu primer gol amb el club, assistit per Sergiño Dest, en una victòria per 3–0 en partit de lliga contra el Llevant UE.

### Retorn al PSV
El 2 de juliol de 2022, De Jong va retornar al PSV des del Sevilla, i hi va signar contracte per tres anys.

## Internacional
Va ser seleccionat per primera vegada per a l'equip nacional dels Països Baixos per a un amistós contra la selecció d'Àustria i va fer el seu debut substituint Dirk Kuyt.